# Nuovo Quotidiano di Puglia
Il Nuovo Quotidiano di Puglia è un quotidiano fondato a Lecce nel 1979 e diffuso attualmente nelle province di Lecce, Brindisi, Taranto, Bari con quattro edizioni locali relative ai quattro capoluoghi di provincia.

## Storia
Il quotidiano fu fondato a Lecce con tre edizioni: Il Quotidiano di Lecce, Il Quotidiano di Brindisi e Il Quotidiano di Taranto. Progettato e realizzato da Beppe Lopez e Antonio Maglio, con l'apporto di volenterosi giovani locali e con l'innesto di alcune consolidate professionalità "importate" (Enzo Lucchi, Franco Prattico, Adolfo Maffei, ecc.), si impose subito per la formula moderna. Lopez, per farlo, si era dimesso da la Repubblica, e ne tradusse l'impostazione in termini di giornale "locale e popolare". L'iniziativa si innestò su una fortunata iniziativa editoriale locale, "La tribuna del Salento", guidata da Ennio Bonea, ex deputato liberale e docente di letteratura, e da Antonio Maglio. Un apporto sostanziale fu dato dalla concessionaria di pubblicità A. Manzoni & C. di Milano, che per l'occasione aprì filiali a Lecce, Bari, Taranto, Brindisi e Foggia ed organizzò una vasta rete per la raccolta degli spazi pubblicitari. Lo sponsor politico fu l'onorevole Claudio Signorile.

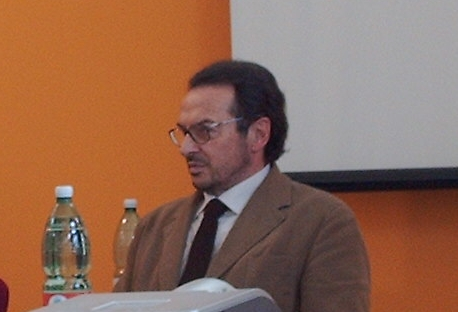
Beppe Lopez, primo direttore del Quotidiano

Seguì nel dicembre 1981 il giornalista Vittorio Bruno Stamerra, che lo guidò fino al 1996. Fu sostituito da Giulio Mastroianni, anch'egli proveniente dalla "scuola" della Repubblica. 
Nel 1998 il gruppo Caltagirone Editore acquisì il controllo della testata, traghettandola in una nuova società (Alfa Editoriale), con un'operazione che portò all'estromissione dalla redazione di otto redattori, ed avviò una vertenza sindacale, durata quasi otto anni, durante la quale l'editore, pur essendo stato condannato per comportamento antisindacale, si rifiutava di riammettere in servizio i giornalisti reintegrati dalla magistratura del lavoro. Nel luglio 1999 viene nominato direttore Giancarlo Minicucci proveniente da Il Messaggero. Sotto la sua guida nel 2001 il quotidiano assume l'attuale denominazione e lentamente ma costantemente per 10 anni acquista nuove quote di mercato sia diffusione che pubblicitario. Il quel periodo il giornale chiude i bilanci con importanti risultati per gli azionisti. Nell'ottobre 2009 Minicucci passa alla vicedirezione de Il Messaggero e a dirigere la testata è  chiamato Claudio Scamardella, già vicedirettore del quotidiano gratuito Leggo, altra testata del gruppo Caltagirone Editore. Alla guida della redazione di Brindisi vi è Mino De Masi, l'edizione di Taranto viene redatta sotto la guida di Giovanni Camarda. La redazione centrale è a Lecce. Dal 24 febbraio 2008, il giornale esce in versione full color. Dall'11 maggio 2010 è online il sito web ufficiale della testata salentina.

## Dati
Il quotidiano ha 21 000 lettori medi giornalieri.
La quota di lettori nel Salento è del 39,7%.
| Anno | Copie vendute |
| ---- | ------------- |
| 2008 | 18 865        |
| 2007 | 18 955        |
| 2006 | 19 045        |
| 2005 | 19 439        |
| 2004 | 19 085        |
| 2003 | 19 094        |
| 2002 | 21 039        |
| 2001 | 21 515        |
| 2000 | 21 648        |
| 1999 | 21 482        |
| 1998 | 21 069        |
| 1997 | 21 116        |
| 1996 | 19 249        |

Dati Ads - Accertamenti Diffusione Stampa